# Эль-Лоа
Провинция Эль-Лоа (исп. Provincia de El Loa) — провинция в Чили в составе области Антофагаста. Административный центр — Калама.
Провинция административно разделена на 3 коммуны.
Территория — 41 999.0 км². Численность населения — 177 048 жителей (2017). Плотность населения — 4,22 чел./км².
Административный центр — город Калама.

## География
Провинция расположена на северо-востоке области Антофагаста.
Провинция граничит:
- на севере — с провинцией Тамаругаль,
- на востоке — с департаментом Потоси (Боливия),
- на юго-востоке — с провинцией Жужуй (Аргентина),
- на юго-западе — с провинцией Антофагаста,
- на западе — с провинцией Токопилья.

## Административное деление
Провинция административно разделена на 3 коммуны:
- Калама. Административный центр — Калама.
- Ольягуэ. Административный центр — Ольягуэ.
- Сан-Педро-де-Атакама. Административный центр — Сан-Педро-де-Атакама.

## Демография
Согласно сведениям, собранным в ходе переписи 2017 г.  Национальным институтом статистики (INE),  население провинции составляет:
| Полное население                            | Полное население                            | Полное население                            | Полное население                            | Полное население                            | 177 048 |
| ------------------------------------------- | ------------------------------------------- | ------------------------------------------- | ------------------------------------------- | ------------------------------------------- | ------- |
| в том числе:                                | Городское население                         | 164 011                                     | Процент городского населения, %             | 92,64                                       |         |
|                                             | Сельское население                          | 13 037                                      | Процент сельского населения, %              | 7,36                                        |         |
|                                             | Мужское население                           | 92 417                                      | Процент мужского населения, %               | 52,20                                       |         |
|                                             | Женское население                           | 84 631                                      | Процент женского населения, %               | 47,80                                       |         |
| Плотность населения, чел/км²                | Плотность населения, чел/км²                | Плотность населения, чел/км²                | Плотность населения, чел/км²                | Плотность населения, чел/км²                | 4,22    |
| Население провинции в % к населению области | Население провинции в % к населению области | Население провинции в % к населению области | Население провинции в % к населению области | Население провинции в % к населению области | 29,14   |

| Динамика изменения населения провинции | Динамика изменения населения провинции | Динамика изменения населения провинции | Динамика изменения населения провинции |
| -------------------------------------- | -------------------------------------- | -------------------------------------- | -------------------------------------- |
| 1992                                   | 2002                                   | 2012                                   | 2017                                   |
| 125 079                                | 143 689▲                               | 144 659▲                               | 177 048▲                               |

## Важнейшие населенные пункты[4]
| № | Населённый пункт     | Населённый пункт (исп.) | Категория | Население чел. (2002) | На карте                        |
| - | -------------------- | ----------------------- | --------- | --------------------- | ------------------------------- |
| 1 | Калама               | Calama                  | город     | 126135                | 22°27′15″ ю. ш. 68°55′37″ з. д. |
| 2 | Чукикамата           | Chuquicamata            | город     | 10465                 | 22°19′02″ ю. ш. 68°55′49″ з. д. |
| 3 | Сан-Педро-де-Атакама | San Pedro de Atacama    | город     | 1938                  | 22°54′45″ ю. ш. 68°11′54″ з. д. |
| 4 | Токонао              | Toconao                 | поселок   | 630                   | 23°11′24″ ю. ш. 68°00′18″ з. д. |